# Särskilda helikoptergruppen
Särskilda helikoptergruppen (SHG) är ett svenskt förband för specialoperationer, som ingår i Försvarsmaktens specialförbandssystem och som verkat sedan 2009.

## Historik
Särskilda helikoptergruppen bildades den 1 juli 2009 och är placerad vid Helikopterflottiljen på Malmslätt utanför Linköping och ansvarar för transport av Särskilda operationsgruppen, men förbandet utnyttjas också för understöd, spaning samt underrättelseinhämtning. Förbandet genomför specialoperationer med helikopter 15 och helikopter 16.